# جامعة هايدلبرغ
جامعة هايدلبرغ، رسميًا جامعة روبريشت كارل في هايدلبرغ، هي جامعة أبحاث عامة تقع في مدينة هايدلبرغ بولاية بادن-فورتمبيرغ، ألمانيا. تأسست عام 1386 بتوجيه من البابا أوربان السادس، ما يجعلها أقدم جامعة في ألمانيا وواحدة من أقدم الجامعات الباقية في العالم. كانت ثالث جامعة تُؤسس في الإمبراطورية الرومانية المقدسة بعد جامعة براغ (1347) وجامعة فيينا (1365). ومنذ عام 1899، أصبحت الجامعة مختلطة تقبل الذكور والإناث.
تُعد جامعة هايدلبرغ من أكثر الجامعات الألمانية مكانة وسمعة، وهي من جامعات النخبة في ألمانيا، وعضو في تجمع "U15"، وعضو مؤسس في رابطة جامعات الأبحاث الأوروبية ومجموعة كويمبرا.
تُعد جامعة هايدلبرغ من أكثر الجامعات الألمانية مكانة وسمعة، وهي من جامعات النخبة في ألمانيا، وعضو في تجمع "U15"، وعضو مؤسس في رابطة جامعات الأبحاث الأوروبية ومجموعة كويمبرا.
تضم الجامعة اثنتي عشرة كلية، وتقدّم برامج دراسات على مستويات البكالوريوس والماجستير والدكتوراه في نحو 100 تخصص. لغة التدريس الأساسية هي الألمانية، لكن العديد من برامج الدراسات العليا تُقدَّم بالإنجليزية، وبعضها بالفرنسية أيضًا.
اعتبارًا من عام 2021، ارتبط 57 فائزًا بجائزة نوبل بمدينة هايدلبرغ، منهم 33 فائزًا على صلة مباشرة بالجامعة. وقد شهدت الجامعة نشوء وتطور عدد من التخصصات العلمية الحديثة، مثل الطب النفسي العلمي، علم الأدوية النفسية، علم النفس التجريبي، الوراثة النفسية، الإحصاء الرياضي، فيزياء البيئة، وعلم الاجتماع الحديث، من خلال جهود طلابها وأساتذتها.
تُمنح حوالي 1000 درجة دكتوراه سنويًا في الجامعة، ويأتي أكثر من ثلث طلاب الدكتوراه من خارج ألمانيا. كما يشكّل الطلاب الدوليون من نحو 130 دولة أكثر من 20% من إجمالي عدد طلاب الجامعة.

## تاريخ

### التأسيس
بعد موافقة رئيس كنيسة روما عام 1385، أُقيمت الجامعة بأمرٍ من روبرت الأول، حاكم راين عام 1386، كي توفر معلمين في الفلسفة واللاهوت وعلوم القانون والطب. عقدت أول محاضرة يوم 19 أكتوبر عام 1386 وبذلك باتت جامعة هايدلبرغ أقدم جامعة في ألمانيا.
مهد الاختلاف على رأس الكنيسة إلى نشوء الجامعة، حيث عندما حصل الاختلاف بين الدول على من يكون رئيس الكنيسة. بين أن تكون في روما أو تكون في أفينيون في بلاد الفرنجة. أيدت الإمبراطورية الرومانية المقدسة ودول وممالك أخرى في شمال وشرق أوروبا رئيس كنيسة روما المختار من كهنة روما، ودعمت الرئاسة في بلاد الفرنجة الرئيس المختار من الفرنجة ممالك قبرص، قشتالة وليونة وأراغون.
قاد ذلك إلى طرد الطلاب والمعلمين الجرمان من جامعات باريس. روبرت الأول انتهز الفرصة واستهل محادثات مع أداة إدارية كنسية، ما قاد بالنهاية إلى اعتراف من رأس كنيسة روما. أقيم قداس يوم 18 أكتوبر عام 1386 في كنيسة هايدلبرغ. اختار موريس فون انغن، أول عميد للجامعة، شعار الجامعة: (اللاتينية:semper apertus) أي (كتاب التعلم) دوماً مفتوح. في ذاك الزمان، كانت هايدلبيرغ تحتوي 3500 قاطناً، يشملون 600 دارساً التحقوا بالجامعة.

## وصلات خارجية
جامعة هايدلبرغ
- الموقع الرسمي (بالألمانية)

- الموقع الرسمي (بالإنجليزية)
- خريجو جامعة هايدلبرغ على المستوى الدولي
- صور Gallery #1
- صور Gallery #2
- صور Gallery #3